# Fredrikstadbroen
Fredrikstadbroen er en buebro over floden Glomma i Viken fylke i Norge, som skiller Fredrikstad centrum fra den gamle bydel. Broen er 824 meter lang og blev åbnet af kronprins Olav 18. august 1957. Broen har et hovedspænd på 196 meter og en gennemsejlingshøjde på 39,5 meter. I alt er broen 64 meter høj med 23 spænd. Den er en del af riksvei 110.
Fredrikstadbroen og rundkørslen på østsiden af broen blev i 2002 foreslået fredet , og Riksantikvaren fredede broen og rundkørslen 17. april 2008.

## Selvmordshegn
I marts 2004 blev Fredrikstadbroen sikret med et 2,5 meter højt «selvmordshegn». Før det blev sat op havde omkring tre personer hvert år begået selvmord ved at hoppe ud fra broen, og flere har forsøgt. Det 2,5 meter høje hegn går 400 meter nedover på hver side af broen, og er et forsøg på at ændre den dystre statistik.